# Simon Reggiani
Pour les articles homonymes, voir Reggiani.
Simon Reggiani est un acteur et réalisateur français né à Saint Symphorien (aujourd'hui reliée à la ville de Tours) le 23 août 1961.

## Biographie
(septembre 2022).
Il est le fils du chanteur et acteur Serge Reggiani et de la comédienne Annie Noël.
Il est le père avec la réalisatrice Patricia Mazuy de l'acteur Achille Reggiani.

## Filmographie

### Acteur

#### Cinéma
- 1984 : L'Addition de Denis Amar : Lenuzza
- 1986 : À l'ombre de la canaille bleue de Pierre Clémenti : Sim, l'assassin
- 1986 : Golden Eighties de Chantal Akerman : un garçon
- 1991 : Canti de Manuel Pradal
- 1993 : De force avec d'autres de lui-même : Simon
- 1993 : À la belle étoile d'Antoine Desrosières : le médecin
- 1993 : Oreste a Tor Bella Monaca (court métrage) de Karolos Zonaras : Oreste
- 1995 : Ni blues, ni opéra de Renaud Fély (court métrage)
- 1995 : Le Rocher d'Acapulco de Laurent Tuel : le magasinier
- 2000 : Saint-Cyr de Patricia Mazuy : l'évêque

#### Télévision
- 1985 : Cinéma 16 (série), épisode Les Idées fausses d'Eric Le Hung : Popaul
- 1990 : Navarro (série), saison 2, épisode 1 Fils de périph de Denys Granier-Deferre : Joseph
- 1990 : Un comédien dans un jeu de quilles (mini-série) d'Hervé Baslé : Jacques

### Réalisateur
- 1991 : Zani (court métrage)
- 1993 : De force avec d'autres
- 2004 : Basse Normandie (coréalisatrice : Patricia Mazuy)

### Scénariste
- 1989 : Mona et moi de Patrick Grandperret
- 1993 : De force avec d'autres de lui-même
- 1999 : La Finale (téléfilm) de Patricia Mazuy
- 2004 : Basse Normandie coréalisé avec Patricia Mazuy
- 2012 : Sport de filles de Patricia Mazuy